# Бунюэль, Луис
Луи́с Бунюэ́ль (Буньюэль) Портоле́с (исп. Luis Buñuel Portolés, МФА (исп.) [ˈlwiz βuˈɲwel]; 22 февраля 1900 — 29 июля 1983) — испанский и мексиканский кинорежиссёр и сценарист, карьера которого длилась почти пять десятилетий и связана с тремя странами — Испанией, Мексикой и Францией.
Бунюэль провёл молодость в Париже и был близок к литературной группе сюрреалистов, а после своего режиссёрского дебюта — немого короткометражного фильма «Андалузский пёс» (1929, совместно с Сальвадором Дали), ставшего крупной вехой в истории кинематографа, — был формально принят в члены группы. Уехав из Испании во время Гражданской войны, Бунюэль жил в США, а с 1946 года обосновался в Мексике. В 1950-х годах он работал в коммерческих жанрах, но в этот же период поставил радикальную драму «Забытые», получившую признание критиков и приз за лучшую режиссуру Каннского кинофестиваля. После долгого перерыва режиссёр смог вернуться на родину, чтобы поставить фильм «Виридиана». Картина вызвала скандал своей антирелигиозной направленностью и была запрещена в Испании, но принесла режиссёру «Золотую пальмовую ветвь» в Каннах (1961). С середины 1960-х Бунюэль снимал фильмы преимущественно во Франции. Его поздние работы были удостоены самых престижных кинематографических наград, в том числе «Золотого льва» («Дневная красавица», 1967) и «Оскара» за лучший фильм на иностранном языке («Скромное обаяние буржуазии», 1973).
Бунюэль считается одним из основоположников и важнейшим представителем сюрреализма в кинематографе. В его фильмах разных лет отражены основные особенности поэтики сюрреализма: смешение реальности и сна, сочетание несочетаемого и конструирование образов, имеющих целью вызвать у неподготовленного зрителя шок. Оставаясь всю жизнь приверженцем коммунистических взглядов и атеистом, Бунюэль сделал постоянной темой своих фильмов критику современного ему общества, буржуазии, церкви и архаических традиций Испании.

## Биография

### Детство и молодость
Луис Бунюэль родился 22 февраля 1900 года в деревне Каланда в провинции Теруэль в Арагоне. Луис был старшим из семи детей в семье. Его отец Леонардо Бунюэль участвовал в испано-американской войне, а затем, поселившись на Кубе, открыл магазин и сделал себе состояние. В 1899 году Куба получила независимость, и Бунюэль-старший продал свою долю в деле и вернулся в Испанию, где купил поместье и женился на местной девушке Марии Портолес, которая была на двадцать пять лет его моложе. Когда Луису было четыре месяца, Бунюэли переехали в Сарагосу, но часто посещали деревню и позже. По воспоминаниям режиссёра, крестьяне в деревне страдали от бедности и сурового климата, а «Средние века продолжались [там] до Первой мировой войны».

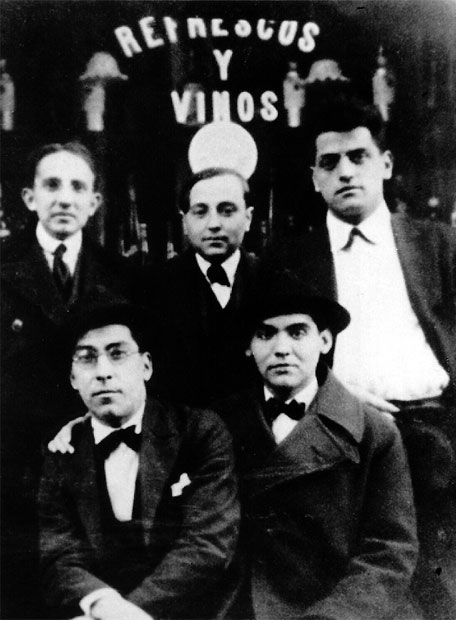
Луис Бунюэль (вверху справа) и Федерико Гарсия Лорка (внизу справа), Мадрид, 1923 год

В Сарагосе Бунюэль посещал иезуитскую школу Колехио дель Сальвадор. Строгая дисциплина и религиозное образование оказали на будущего режиссёра колоссальное влияние, на всю жизнь сделав его яростным противником католической церкви. В 1917 году он покинул дом и поступил в Мадридский университет. Первоначально он изучал агрономию, затем — естественную историю (его учителем был крупный энтомолог Игнасио Боливар), а в итоге получил степень в области искусств. Во время обучения в Мадриде Бунюэль тесно сошёлся с богемным кругом Студенческой резиденции. Он познакомился с Сальвадором Дали и Федерико Гарсией Лоркой, которые стали его близкими друзьями. В студенческие годы Бунюэль много занимался спортом — боксом, метанием копья и армрестлингом — и гордился своей прекрасной физической формой.
В 1924 году Луис окончил университет. За год до того умер его отец. В 1925 году Бунюэль прибыл в Париж.

### Париж. «Андалузский пёс» и «Золотой век»
В Париже Луис занял место секретаря Эухенио д’Орса в Международном институте интеллектуального сотрудничества (культурной организации, созданной при Лиге наций). В 1926 году Бунюэль путешествовал в Амстердам: благодаря знакомству с пианистом Рикардо Виньесом ему досталась должность художника-постановщика оперы Мануэля де Фалья «Балаганчик мастера Педро» в Голландии.
В Париже Бунюэль, по собственным словам, добыл удостоверение журналиста и ходил в кино до трёх раз в день. В 1926 году он поступил в киношколу знаменитого французского режиссёра Жана Эпштейна. В двух фильмах Эпштейна — «Мопра» и «Падение дома Ашеров» — Луис был ассистентом режиссёра (также он работал у Марио Нальпа над «Сиреной тропиков» с Жозефиной Бейкер в главной роли). Бунюэль и Эпштейн расстались после того, как последний предложил своему ассистенту поработать с Абелем Гансом, который был занят съёмками «Наполеона». Бунюэль ответил, что ему совершенно не нравится стиль Ганса, и оскорблённый Эпштейн назвал его идиотом. Тогда же Бунюэль начал публиковаться в мадридской «Газета Литерариа» и парижской «Кайе д’Ар»; он писал как рецензии, так и теоретические статьи о кино. Вместе с писателем Рамоном Гомесом де ла Серна он написал сценарий «Капричос», состоявший из шести новелл, который должен был стать первым фильмом Бунюэля-режиссёра. Эта постановка не состоялась, а бюджет «Капричос» впоследствии был использован для съёмок «Андалузского пса». С 1928 года молодой кинематографист стал сотрудничать с мадридским киноклубом, который основал писатель Эрнесто Хименес Кабальеро (издатель «Газета Литерариа») и посетителями которого были Гомес де ла Серна, Гарсия Лорка и другие испанские интеллектуалы: он посылал туда фильмы и приезжал для чтения лекций.
Первым фильмом Бунюэля-режиссёра стала шестнадцатиминутная короткометражная картина «Андалузский пёс». Бунюэль и Дали работали над сценарием в доме последнего в Фигерасе в январе — феврале 1929 года. Оператор Альбер Дюверже и исполнитель главной роли Пьер Батшефф были знакомы Бунюэлю по работе в фильмах Эпштейна. Кроме Батшеффа и Симоны Марёй почти все роли сыграли непрофессионалы.

Сцена с разрезанием женского глаза из «Андалузского пса»

Бунюэль описал работу над сценарием следующим образом: «По обоюдному согласию мы придерживались простого правила: не останавливаться на том, что требовало чисто рациональных, психологических или культурных объяснений. Открыть путь иррациональному. Принималось только то, что поражало нас, независимо от смысла». По словам режиссёра, такой фильм не подлежал никакому толкованию, за исключением психоаналитического. «Андалузский пёс» состоял из нескольких изложенных последовательно эпизодов, одновременно показанных как элементы единого нарратива, но не имеющих никакой связи между собой. Этот эффект усиливался использованием титров, якобы соединяющих эпизоды (например, «Восемь лет спустя»). В самом первом эпизоде фильма мужчина (его сыграл Бунюэль) бритвой разрезал глаз женщине. Эта сцена считается одной из самых шокирующих в истории мирового кинематографа. В других сценах фигурируют в том числе отрубленная рука, дыра в ладони, сквозь которую лезут муравьи, мужчина, который преследует женщину, но к нему привязаны рояль, мёртвый осёл и два священника, и полузакопанные в песок тела любовников. Премьеру фильма 6 июня 1929 года в парижском кинотеатре Studio 28 посетили самые известные деятели искусств того времени, в том числе Пикассо, Ле Корбюзье и Кокто. Дали и Бунюэль добились одновременно скандальной славы и признания среди коллег. После премьеры они были формально приняты в члены группы сюрреалистов, возглавляемой поэтом Андре Бретоном.
В ноябре 1929 года французский меценат виконт Шарль де Ноай заказал Дали и Бунюэлю продолжение «Андалузского пса». Де Ноай ожидал, что новый фильм будет той же длины, но сценарий — с согласия де Ноая — постепенно вырос до часового фильма. В съёмках фильма Дали уже не участвовал, и вопрос о его вкладе в итоговую версию фильма остаётся предметом споров. Бунюэль утверждал, что написал сценарий в одиночку. Гвинн Эдвардс заключает, что Бунюэль отверг или переработал все предложения Дали. Эта точка зрения долгое время превалировала; в 1981 году Петр Крал выдвинул предположение о том, что влияние Дали было больше, чем считалось ранее, в частности, именно его перу принадлежат вошедшие в фильм сцены с сексуальным подтекстом. С Кралем согласен Пол Хаммонд. «Золотой век» начинается документальной сценой с двумя жалящими друг друга скорпионами и сообщением о том, что хвост скорпиона состоит из пяти сегментов и жала. Фильм построен так же: он состоит из шести историй, последняя из которых, по замыслу, играет роль жала. В ней Бунюэль перефразировал «120 дней Содома» маркиза де Сада, изобразив распутника графа де Бланжи с соблюдением традиционной иконографии Христа. После нескольких частных показов «Золотого века» 28 ноября 1930 года начались регулярные сеансы в кинотеатре «Студио 28». 3 декабря в фойе кинотеатра ворвались члены правых организаций «Лига патриотов» и «Антисемитская лига». Они облили чернилами экран, разбросали дымовые бомбы и разгромили выставку полотен сюрреалистов в фойе кинотеатра. В последующие дни правые газеты призвали к запрету фильма. 5 декабря префектура потребовала от владельца кинотеатра исключения из фильма одного из эпизодов, 10 декабря цензор запретил показ, 12 декабря два из трёх существовавших экземпляра плёнки были конфискованы властями. Все эти события прошли без участия самого Бунюэля, так как в ноябре 1930 года он уехал в Голливуд по приглашению студии «Metro-Goldwyn-Mayer» и вернулся только 1 апреля следующего года. С творческой точки зрения поездка оказалась безрезультатной. Тем временем де Ноай получил обратно плёнки «Золотого века», но до конца жизни возражал против демонстрации фильма. В следующий раз «Золотой век» был публично показан только в 1980 году.
В 1932 году в группе сюрреалистов произошёл раскол из-за коммунистических убеждений части членов. Луи Арагон, член французской Компартии, заявил о выходе из группы, его примеру последовали Бунюэль, Жорж Садуль и Пьер Уник. Вопрос о том, вступал ли Бунюэль формально в Коммунистическую партию Испании, остаётся неясным. Сам режиссёр отрицал членство, хотя и был многолетним сторонником идей коммунизма. Роман Губерн и Пол Хаммонд считают, что примерно в 1931 году Бунюэль вступил в партию. В частности, они ссылаются на то, что другие деятели коммунистического движения в дошедших до историков разговорах и переписке именовали Луиса «товарищем» — как члена партии.

### Возвращение в Испанию. Эмиграция
В 1932 году Бунюэль переехал в Испанию. В стране в этом время стремительно менялась политическая ситуация: в 1930 году окончилась диктатура Примо де Риверы, в следующем году был изгнан король Альфонсо XIII. У власти в этот момент находилось левое республиканское правительство.
Прочитав исследование 1927 года французского историка Мориса Лежандра о горной сельской области Лас-Урдес на юго-западе страны, которая стала символом отсталости страны и запроса на реформы, Бунюэль задумал сделать документальный фильм о Лас-Урдес. Соавтором сценария стал Пьер Уник, а деньги на работу над фильмом, по воспоминаниям Бунюэля, дал анархист Рамон Асин, якобы выигравший их в лотерею. Хотя результат его работы разительно отличался от предыдущих киноэкспериментов Бунюэля и Дали, режиссёр считал свой новый фильм их логическим продолжением, сюрреалистической провокацией, которая должна открыть обществу глаза — на этот раз на проблемы региона. Получившийся фильм «Земля без хлеба» тщательно высвечивает безнадёжное состояние региона: голод, болезни и неурожай, от которых страдают жители, не имеющие возможности хоть как-то улучшить своё положение. При этом несколько сцен в фильме были постановочными, а кроме того, Бунюэль включил несколько неявных выпадов против церкви, которая, по его мнению, тоже несёт ответственность за бедственное положение людей. Интеллектуалы, на которых в первую очередь рассчитывал Бунюэль, встретили фильм прохладно, а новое правое правительство запретило фильм; приход к власти Франко сделал невозможным его показ в Испании ещё долгие годы.
Бунюэль получил работу в Париже в отделе дублирования Paramount Pictures. В 1934 году он женился на Жанне Рукар, с которой его уже связывали восемь лет отношений, и переехал в Мадрид на аналогичную работу в подразделении Warner Brothers. Десять месяцев спустя знакомый Луиса, продюсер Рикардо Ургоити предложил ему заняться продюсированием в созданной Ургоити коммерческой кинокомпании Filmófono. За два следующих года Бунюэль приложил руку к выпуску восемнадцати фильмов. В создании четырёх из них, по общему мнению историков, он принял участие и как режиссёр: «Дон Кинтин, горемыка», «Дочь Хуана Симона» (оба — 1935), «Кто меня любит?» (1936) и «Часовой, тревога!» (1937). Имя Бунюэля не появляется в титрах этих фильмов; режиссёром «Дона Кинтина, горемыки» указан Луис Маркина, в титрах двух следующих фильмов стоит только имя Хосе Луиса Саэнса де Эредии, а в «Часовой, тревога!» (по утверждению Бунюэля, самой успешной постановке Filmófono) — имя Жана Гремийона, который начинал работу над фильмом, но был уволен в ходе съёмок.
Первые несколько месяцев после начала Гражданской войны Бунюэль оставался в Испании, но в сентябре 1936 года по указанию министра иностранных дел республиканского правительства выехал в Женеву, а затем в Париж. Там его основным занятием стали создание и каталогизация пропагандистских фильмов в поддержку республиканцев. В 1938 году режиссёр попросил направить его в Голливуд, чтобы консультировать американские студии при подготовке фильмов о войне в Испании. Однако после его приезда в США выяснилось, что поддержка республиканцев в Голливуде куда меньше, чем предполагалось. Перед самым приездом Бунюэля ранее вышедший фильм «Блокада» вызвал возмущение католических кругов, а работа над фильмом «Груз для невинных» об эвакуации детей в Бискайском заливе, на который рассчитывал Бунюэль, была остановлена. Вскоре Ассоциация кинопродюсеров и дистрибьюторов запретила съёмки новых фильмов о Гражданской войне. После победы Франко и начала Второй мировой войны Бунюэль остался в Штатах.
Бунюэль намеревался получить работу на одной из голливудских студий и совершенствоваться в технических аспектах кинопроизводства, но так и не смог нигде устроиться. Наконец он получил работу в Нью-Йоркском музее современного искусства. По заданию возглавляемого Нельсоном Рокфеллером Офиса межамериканских дел Бунюэль занимался подбором и монтажом антинацистских фильмов для распространения их в Латинской Америке. Во время собеседования для работы на Офис Бунюэлю был задан вопрос, не коммунист ли он. «Я республиканец», — ответил режиссёр, и якобы этот ответ удовлетворил интервьюера, который подумал, что речь идёт о республиканской партии. В 1942 году Бунюэль подал заявление о получении гражданства США (он опасался, что Музей современного искусства перейдёт в федеральное ведение и иначе он не сможет там работать). Однако в июне 1943 года ему пришлось уволиться из музея. По распространённой версии, которой придерживался сам режиссёр, главной причиной увольнения стала публикация в 1942 году книги мемуаров Дали «Тайная жизнь Сальвадора Дали», в которой художник, в то время тоже живший в Нью-Йорке, охарактеризовал Луиса как атеиста и марксиста, что сразу поставило под сомнение его благонадёжность для американских властей. В своих воспоминаниях Бунюэль писал о Дали, что не смог «простить ему, несмотря на воспоминания молодости и моё сегодняшнее восхищение некоторыми его произведениями, его эгоцентризм и выставление себя напоказ, циничную поддержку франкистов и в особенности откровенное пренебрежение чувством дружбы». Последняя должность, которую Бунюэль смог ненадолго получить в США, была в отделе дублирования Warner Brothers. В 1946 году из-за отсутствия работы он решил уехать в Европу. Продюсер Дениз Туал (бывшая жена Пьера Батшеффа) предложила ему экранизировать пьесу Гарсии Лорки «Дом Бернарды Альбы». Бунюэль отправился в Париж, но в Мехико, где он сделал остановку, он узнал, что продюсерам не удалось приобрести права на экранизацию. Он решил остаться в Мексике, которая переживала подъём киноиндустрии и после победы Франко в гражданской войне приняла множество его противников.

### Мексика
В Мехико Бунюэль познакомился с местным продюсером Оскаром Дансигерсом. Первой совместной работой режиссёра и продюсера стал мюзикл «Большое казино» (1947), действие которого происходило в Тампико во время нефтяного бума. Главные роли играли знаменитые актёры и певцы, карьеры которых, однако, уже клонились к закату: Либертад Ламарке, Хорхе Негрете и Фернандо Солер. «Большое казино» провалилось в прокате и было разгромлено критиками. Следующие два с половиной года Бунюэль не снимал фильмов, а путешествовал по стране, бедность которой произвела на него сильнейшее впечатление. Одна из прочитанных Бунюэлем газетных заметок, рассказывавшая об обнаруженном в мусорной куче теле мальчика, стала отправной точкой к сценарию фильма «Забытые». Однако Дансигерс настоял на том, чтобы Луис до того сделал лёгкую комедию, обещая большую творческую свободу при работе над следующим фильмом, если комедия окупится. В 1949 году Бунюэль выпустил комедию «Большой кутила» — традиционное жанровое кино о богаче (его сыграл Солер) и его семье, которые поочерёдно внушают друг другу, что всё их состояние потеряно, чтобы в конце торжественно примириться. «Большой кутила» прошёл с умеренным успехом. В том же году Бунюэль сменил гражданство на мексиканское, чтобы иметь возможность работать в стране без ограничений.
За 18 лет (с 1947 по 1965 год) Бунюэль снял в Мексике 21 фильм. Приспособившись к нравам мексиканской киноиндустрии, где нормальный период съёмок фильма занимал две недели, он научился производить фильмы в сжатые сроки. Годы работы Бунюэля в Мексике обычно оцениваются как период, в основном наполненный «халтурой» (жанровым кино, по большей части мелодрамами и комедиями, приспособленными к конвенциям местного кинопроизводства), в промежутках между которой режиссёр создал некоторые из своих лучших фильмов, хотя есть и точка зрения, которая состоит в том, что даже проходные жанровые фильмы мексиканского периода должны рассматриваться как органичная часть карьеры Бунюэля, так как в них режиссёр затрагивает те же темы и сюжеты, что и в своих программных работах. Соавторами важнейших фильмов Бунюэля мексиканского периода были сценарист Луис Алькориса и оператор Габриэль Фигероа.
«Забытые» — это история из жизни банды беспризорников в Мехико, промышляющей воровством и другими преступлениями. Бунюэль отошёл от мексиканской традиции романтизировать бедность и изобразил своих героев «прирождёнными хищниками, которые ничуть не лучше своих жертв». В одной из сцен беспризорники нападают на слепого, отбивающегося от них тростью с гвоздём, в другой — издеваются над безногим калекой. Стилистически фильм близок итальянскому неореализму, с которым его роднят съёмки в естественных условиях и явно читающееся социальное высказывание. Однако Бунюэль обогатил этот язык, добавив сюрреалистичную сцену сна главного героя, которая может быть истолкована зрителем как выражение невысказанных мыслей и отношений героев. Публика и критики в Мексике приняли фильм возмущённо, посчитав, что он очерняет страну. Даже Дансигер опасался, что картина может поставить под угрозу благополучие его кинокомпании Ситуация изменилась после участия «Забытых» в конкурсе Каннского кинофестиваля 1951 года, где Бунюэль получил награду как лучший режиссёр (в Каннах поддержку Бунюэлю оказал мексиканский поэт, будущий лауреат Нобелевской премии по литературе Октавио Пас, много выступавший в защиту фильма). После этого в Мексике начался повторный, гораздо более успешный кинопрокат «Забытых».
В первой половине 1950-х Бунюэль работал интенсивно, выпуская по два-три фильма в год: «Сусана» и «Дочь обмана» (1951), «Лестница на небо» и «Женщина без любви» (1952), «Зверь» и «Он» (1953), «Иллюзия разъезжает в трамвае», «Грозовой перевал» и «Робинзон Крузо» (1954), «Попытка преступления» и «Река и смерть» (1955). Сам режиссёр считал из них заслуживающими внимания только «Лестницу в небо», «Он», «Робинзона Крузо» и «Попытку преступления». Действие «Зверя» снова происходит в трущобах, однако на этот раз героями Бунюэля стали рабочие, которых режиссёр наделил развитым классовым сознанием. «Он» — это драма об аристократе, охваченном ревностью и паранойей и медленно сходящем с ума. Хотя в дальнейшем «Он» получил признание критики, после выхода он провалился в прокате и прессе, а сам режиссёр выражал недовольство тем, что ему пришлось закончить фильм в спешке, а его предложения по доработке были отвергнуты. «Робинзон Крузо», экранизация одноимённого романа Даниэля Дефо, стал первым мексиканским фильмом Бунюэля, который успешно прошёл в международном прокате, одним из двух его англоязычных фильмов и первым, снятым в цвете. Исполнитель роли Робинзона Дан О’Херлихи был номинирован на «Оскар» за лучшую мужскую роль. Бунюэль добавил в сценарий несколько сцен с галлюцинациями и пробуждённым сексуальным желанием, усиливших образ Робинзона. Он также привнёс свою моральную оценку: по Бунюэлю, Робинзон попадает на остров, обладая всеми колониальными предрассудками. Со временем он преодолевает их и начинает относиться к Пятнице как к равному, но после спасения, вероятно, вернётся к прежним взглядам.
Три фильма второй половины 1950-х, «Это называется зарёй», «Смерть в этом саду» (оба — 1956) и «Атмосфера накаляется в Эль-Пао» (1959), все — снятые при участии Франции, критик Реймонд Дюргнат называет «революционным триптихом»: сюжеты этих фильмов тем или иным образом объединены темой народного восстания против правой диктатуры. В этом можно было усмотреть указание сразу на несколько латиноамериканских стран и на Испанию, которую всё ещё возглавлял Франко. «Атмосфера накаляется в Эль-Пао» также известен как последний фильм французского актёра Жерара Филипа, который снимался в нём, уже будучи неизлечимо больным раком (его партнёршей по экрану была звезда мексиканского кино Мария Феликс). Ранее в 1959 году вышел ещё один фильм, «Назарин», экранизация романа классика испанской литературы Бенито Переса Гальдоса. Если у Переса Гальдоса история нищенствующего странствующего священника, уподобляемого Христу, вселяет надежду на воздаяние за те страдания, которые претерпевает благочестивый герой, то Бунюэль переосмысливает сюжет в соответствии со своими атеистическими взглядами: судьба Назарина доказывает бессмысленность веры. Для понимания авторского замысла важна последняя сцена фильма, в которой крестьянка подаёт фрукт Назарину, сопровождаемому конвоиром. Назарина охватывает ужас: он осознаёт произошедшую перемену ролей — теперь уже не он даёт другим людям помощь и утешение, а сам получает их как обычный страждущий. «Назарин» принял участие в конкурсе Каннского кинофестиваля 1959 года и получил Международный приз. Парадоксальным образом фильм едва не стал обладателем приза Католической организации в области кино. Вопреки авторскому замыслу, «Назарин» многими критиками и простыми зрителями воспринимается как картина, утверждающая христианскую веру. В следующем году Бунюэль по сценарию Хьюго Батлера, с которым он уже работал над «Робинзоном Крузо», поставил свой второй англоязычный фильм «Девушка», повествующий о ложном обвинении чернокожего музыканта в изнасиловании белой девушки (он был снят в Мексике, но при участии американских продюсеров и с американскими актёрами). «Девушка» прошла почти не замеченной американской прессой, а немногочисленные рецензии были негативными.
«Виридиана», по рассказам Бунюэля, родилась из нескольких пришедших ему на ум образов: послушница, опоенная и беспомощная в руках старика; нищие, которые находят приют у неё дома; пир нищих, в котором вдруг обнаруживается сходство с «Тайной вечерей» Леонардо да Винчи. В 1960 году Бунюэль в Каннах познакомился с молодым режиссёром Карлосом Саурой, который убедил его снять следующий фильм в родной стране, где Бунюэль не бывал почти четверть века. К этому моменту из фильмов Бунюэля испанский зритель был знаком только с «Робинзоном Крузо», да и тот поступил в прокат с перезаписанными диалогами. Бунюэль на несколько недель приехал в Испанию (ему для этого потребовалось получить визу) и там был представлен мексиканскому бизнесмену Густаво Алатристе, который выразил желание стать продюсером. Его жена Сильвия Пиналь получила в «Виридиане» заглавную роль. Луис начал работать над сценарием на борту корабля, отправившегося в Мексику, и завершил его совместно с Хулио Алехандро, уже знакомым ему по «Назарину». Бунюэль вернулся в Мадрид для съёмок, которые завершились в начале 1961 года. Для того, чтобы выпустить фильм в Испании и выдвинуть его на каннский конкурс, Бунюэлю надо было получить одобрение цензоров. Согласно Гвинну Эдвардсу, режиссёр показал цензорам неозвученную версию фильма (озвучивание прошло позже в Париже) и не стал вносить никаких правок, причём цензоры отметили как неприемлемые ряд эпизодов, в том числе изображение самоубийства Хайме и попытки изнасилования. Бунюэль рассказывал, что финальная сцена с игрой в карты появилась как его реакция на замечания цензоров, требовавших изменить первую, более грубую и прямолинейную, версию финала. На Каннском кинофестивале 1961 года «Виридиана» была удостоена главного приза — «Золотой пальмовой ветви» — вместе с французской картиной «Столь долгое отсутствие». Награждение фильма со скандальными и отчётливо богохульными сценами вызвало возмущение Римской католической церкви и испанских властей. Кощунственным его назвала официальная газета Ватикана L’Osservatore Romano, в Италии, Испании и Бельгии он был запрещён к показу (запрет в Испании был снят в 1977 году, уже после смерти Франко).
Гвинн Эдвардс называет «Виридиану» женской версией «Назарина»: главная тема обоих фильмов схожа, их герои идут в мир, чтобы творить добро, но мир оказывается неблагодарным, что в конце вынуждены признать и сами герои. Заглавная героиня из-за трагического стечения обстоятельств не ушла в монахини, как намеревалась, и осталась жить в доме покойного дяди, за смерть которого она считает себя ответственной. Воплощая в жизнь идеалы христианского служения, она сделала свой дом пристанищем для окрестных нищих, однако те только устроили оргию (её знаменитая кульминация — фотографирование нищих за столом, пародирующее «Тайную вечерю»), а один из них попытался изнасиловать Виридиану. Девушку спасает Хорхе, владелец дома и незаконнорождённый сын дяди. Заключительная сцена фильма намекает на то, что Виридиана вступит в ménage à trois с Хорхе и его любовницей-служанкой, полностью отвергнув тот образ мыслей, который подтолкнул её к уходу в монастырь. В то же время такие критики, как Роджер Эберт и Михаил Трофименков, рассматривают «Виридиану» в первую очередь как фундаментальное высказывание о двойственности человеческой природы, ускользающей от однозначной интерпретации.
После скандала с «Виридианой» Бунюэль вернулся в Мексику, но его новый фильм снова продюсировал Алатристе, а в актёрский ансамбль вошла Пиналь. Алатристе предоставил Бунюэлю творческую свободу, о нехватке которой он сожалел со времён «Забытых»; у него появилась долгожданная возможность «добавить в самую реалистичную последовательность событий нечто безумное, совершенно нелепое». Так появился «Ангел-истребитель» (1962), построенный вокруг сверхъестественного допущения: посетители званого ужина обнаруживают, что по неизвестной причине не могут покинуть комнату. По замыслу режиссёра, оказавшись в необычной обстановке, рушащей все представления о мире, обыватель демонстрирует комичную беспомощность: он пытается вести прежний образ жизни и быстро деградирует, как только теряет такую возможность. В том же году Бунюэль представил испанским цензорам сценарий под названием «Похищение» (Secuestro), который был отклонён. Бунюэль получил у продюсеров деньги на фильм по роману Переса Гальдоса «Тристана» и в декабре 1962 года закончил сценарий. Однако цензоры отклонили и этот проект под предлогом того, что в фильме предполагается эпизод с дуэлью.

### Франция. Международное признание

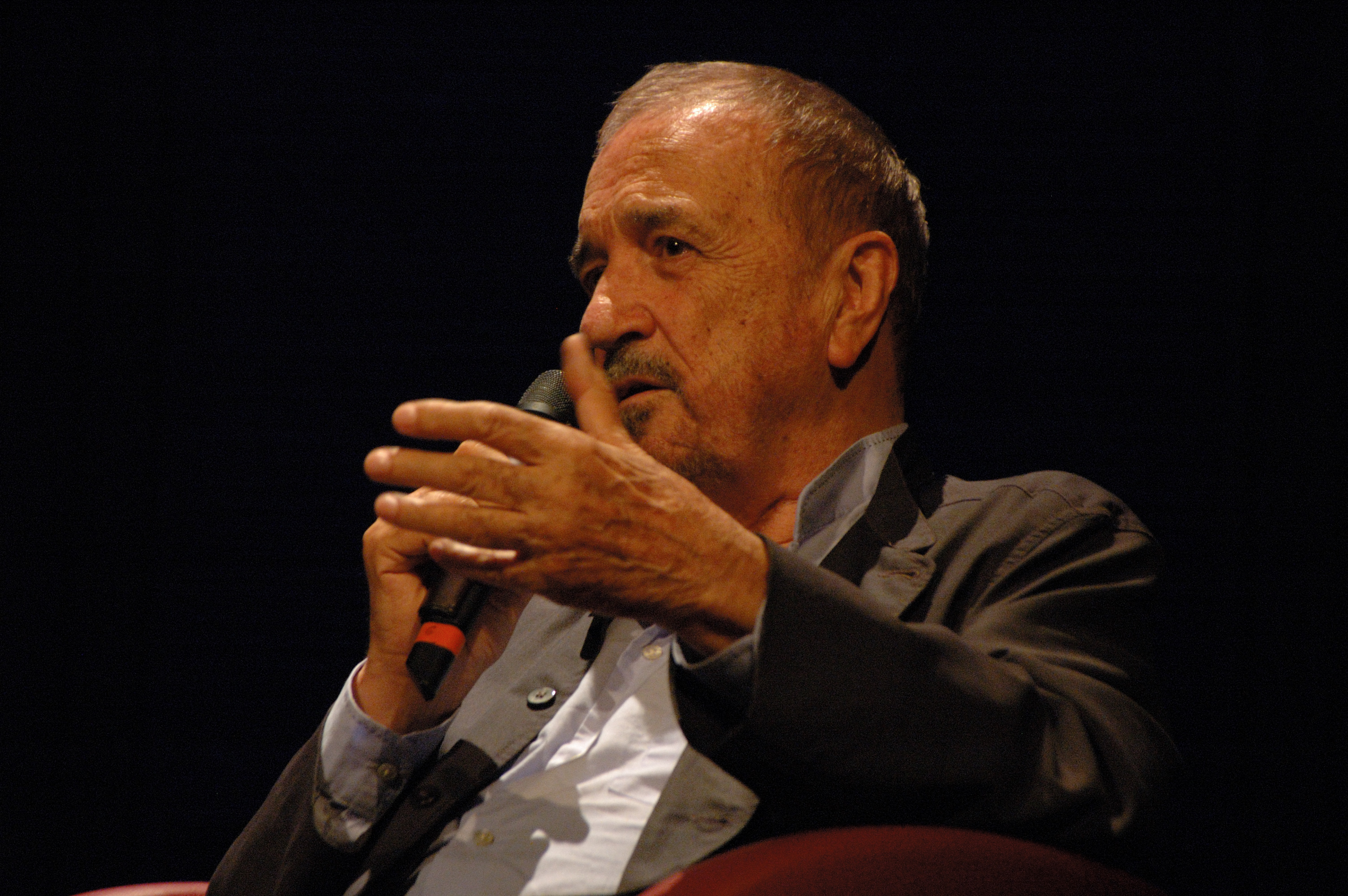
Сценарист шести поздних фильмов Бунюэля Жан-Клод Каррьер

В 1963 году актёр Фернандо Рей, исполнитель одной из главных ролей в «Виридиане», познакомил Бунюэля с французским продюсером Сержем Зильберманом. Зильберман предложил Луису экранизировать «Дневник горничной» Октава Мирбо. Режиссёр хотел снимать фильм в Мексике и с Пиналь в главной роли, но по настоянию Зильбермана съёмки прошли во Франции, а на роль горничной была взята французская актриса — Жанна Моро. Для работы над сценарием Зильберман пригласил почти не имевшего такого опыта Жан-Клода Каррьера. «Дневник горничной» дал начало новому плодотворному периоду в жизни Бунюэля, который до 1977 года вместе с Каррьером и Зильберманом поставил во Франции ещё пять фильмов.
В начале 1964 года Алатристе организовал визит к Бунюэлю американского сценариста Далтона Трамбо: его антивоенный роман 1939 года «Джонни взял ружьё» о солдате, потерявшем конечности и органы чувств, но сохранившем мышление и память, вызвал живой интерес у Луиса. Трамбо, до того не видевший возможности адекватно передать текст средствами кино, отказывал всем в продаже прав на экранизацию, но в Бунюэле наконец нашёл человека, который смог бы это сделать. В Мехико Бунюэль и Трамбо вместе работали над сценарием и много пили. Трамбо закончил сценарий уже в США в 1965 году и в итоге сам поставил фильм ещё спустя несколько лет. По воспоминаниям Трамбо, Луис употребил своё влияние на то, чтобы «Джонни взял ружьё» попал в основной конкурс Каннского кинофестиваля 1971 года (он получил Гран-при и приз ФИПРЕССИ).
В Мексике Бунюэль поставил ещё только один фильм — «Симеона-пустынника» (1965), вариацию на сюжет о раннехристианском святом, роль которого сыграл Клаудио Брук. Это последняя из его картин, созданная при участии Пиналь и Алатристе. Центральный мотив фильма — искушение Симеона дьяволом, который предстаёт в роли обворожительной юной девушки (Пиналь). В концовке фильма дьявол символически побеждает Симеона, показывая ему современный Нью-Йорк, где вместо столпа как символа аскезы стоят небоскрёбы, а на дискотеке молодые люди извиваются в мрачном танце. Бунюэль рассчитывал снять полнометражный фильм, но проблемы с финансированием вынудили его ограничиться сорока двумя минутами. Пиналь объясняла короткий хронометраж фильма тем, что она видела его частью триптиха, такого как «Вчера, сегодня, завтра», но Бунюэль под разными предлогами уклонился от дальнейших съёмок. «Симеон-пустынник» вошёл в конкурс Венецианского кинофестиваля 1965 года и получил специальный приз жюри.
В 1966 году франко-египетские продюсеры братья Хаким, нередко заказывавшие режиссёрам первого ряда фильмы с эротической начинкой, вышли на Бунюэля с предложением экранизировать роман Жозефа Кесселя «Дневная красавица». Роль Северин, молодой жены богатого буржуа, которая грезит о садомазохистских сексуальных играх и втайне от мужа идёт работать в бордель, исполнила Катрин Денёв. Причины, по которым на эту роль была взята актриса, в то время известная по романтическим мюзиклам, достоверно неизвестны; биограф режиссёра Джон Бакстер высказывал предположение, что Бунюэлю её навязали продюсеры. Дэвид Денби пишет, что именно совершенно не вязавшийся с окружением борделя образ Денёв, которая с её мертвенно-бледной кожей и в костюмах от Сен-Лорана была похожа на куклу, делает фильм таким запоминающимся. Сама актриса позднее отзывалась об этом опыте неоднозначно: признавая, что фильм был важным для её карьеры, она вспоминает, что ей пришлось обнажаться больше, чем она на то рассчитывала: «Временами я чувствовала, что меня используют». В «Дневной красавице» Бунюэль чаще, чем в большинстве других своих фильмов, смешивает сон и явь, что обусловлено «двойной жизнью» главной героини, которая постоянно находится в плену фантазий. Долгое время грёзы и реальность отчётливо разделены (сны иначе сняты, а каждый такой эпизод предваряется звоном колокольчика экипажа), но в финальной сцене, которая допускает несколько интерпретаций, зритель уже не может определить, происходят ли события наяву или в мечтах, а экипаж из снов Северин проезжает прямо под окном. За этот фильм Бунюэль получил «Золотого льва» Венецианского кинофестиваля.
Успех «Дневной красавицы» позволил Бунюэлю сделать свой следующий фильм на ту тему, которая была интересна ему. Он заранее предупредил Зильбермана, что, вероятно, они потеряют деньги (в реальности продюсер остался с небольшой прибылью). «Млечный путь» (1969) рассказывает о двух паломниках, идущих в Сантьяго-де-Компостела. Встречи, которые происходят на их пути, позволяют Бунюэлю высмеять догматы христианства и порассуждать о природе ересей. «Млечный путь» был запрещён в Италии, при этом Ватикан выступил в защиту фильма, который, в конце концов, мог подтолкнуть зрителей к размышлению о религии.
В декабре 1968 года Бунюэль смог вернуться в Испанию. В его планах была экранизация «Монаха» Мэтью Грегори Льюиса с Жанной Моро, Омаром Шарифом и Питером О’Тулом (этот сценарий Бунюэль впоследствии отдал кинокритику и режиссёру Адонису Киру, который поставил по нему фильм «Монах»). Однако продюсеры предложили финансирование для отложенной ещё в 1963 году экранизации «Тристаны» Переса Гальдоса. После колебаний Бунюэль согласился и вместе с Алехандро написал сценарий — уже в четвёртый раз. О литературном первоисточнике он говорил: «„Тристана“ — худшая книга Гальдоса, но она даёт мне возможность рассказать о некоторых особенностях быта и традиций Испании». Чтобы получить одобрение цензоров, Бунюэль заручился поддержкой министра информации Испании Мануэля Фраги Ирибарне, который имел репутацию либерала. Двое из трёх исполнителей главных ролей были определены продюсерами — Катрин Денёв и Франко Неро; третьим стал Фернандо Рей, уже снимавшийся у Бунюэля в «Виридиане» и позже исполнивший главные роли ещё в двух фильмах режиссёра. Денёв тем не менее говорила, что в этот раз ей работалось более комфортно, чем при съёмках «Дневной красавицы». Она называла «Тристану» одним из своих любимых фильмов. Отличительной чертой «Тристаны» стал эффект отчуждения: нарочито холодная, бесстрастная манера, в которой показаны жизнь героини на содержании у деспотичного дона Лопе, одержимого манией собственничества, попытка сбежать с любовником, возвращение, инвалидность и, наконец, превращение самой героини в жестокого манипулятора.
Бунюэль говорил, что «Тристана» станет его последним фильмом, потому что он чувствует, что начинает повторяться. Однажды Зильберман рассказал ему, как забыл, что собирался дать ужин, и к своему удивлению обнаружил на пороге шестерых голодных друзей. Эта история стала толчком для нового сценария, который Бунюэль с Каррьером написали к лету 1971 года. Весной 1972 года Зильберман нашёл деньги для съёмок. «Скромное обаяние буржуазии» тематически перекликается с «Ангелом-истребителем»: снова обычное течение жизни группы людей из высшего общества (постоянного объекта сатиры режиссёра) нарушается серией необъяснимых, абсурдных событий. По сюжету, шестеро богатых друзей пытаются поужинать вместе, но каждый раз на их пути встаёт какое-то препятствие. Бунюэль снова чередует сны и реальность, и желание наконец собраться для ужина превращается в навязчивый кошмар. По совету Зильбермана Бунюэль работал с просмотровым монитором, это позволило ему разнообразить технику съёмки использованием операторского крана и движущейся камеры в дополнение к обычным статично снятым крупным планам. «Скромное обаяние буржуазии» успешно прошло в прокате. Зильберман решил не ждать с премьерой фильма до следующего Каннского кинофестиваля и выпустил фильм уже осенью 1972 года, чтобы его можно было выдвинуть от Франции на «Оскар» за лучший фильм на иностранном языке. В конце года режиссёр и продюсер посетили США с кампанией в поддержку фильма. Бунюэль на публике демонстрировал безразличие к номинации, говорил репортёру, что заплатил за свою победу двадцать пять тысяч долларов, и не приехал на церемонию (награду вышел получать только Зильберман).
Следующий фильм, «Призрак свободы» (1974), был одним из тех бунюэлевских проектов, которые делались в первую очередь для собственного удовольствия режиссёра и без коммерческих амбиций. Режиссёр построил фильм как цепочку историй, не связанных друг с другом сюжетно, но перетекавших одна в другую благодаря мастерству оператора и монтажёра. «Скромное обаяние буржуазии» и «Призрак свободы» Бунюэль снимал уже полностью глухим (проблемы со слухом начались у него ещё в 1950-х).
Последней работой режиссёра стала экранизация романа Пьера Луиса «Женщина и плясун», названная «Этот смутный объект желания». Роль пожилого мужчины, который охвачен влечением к постоянно ускользающей от него молодой красотке, снова сыграл Фернандо Рей — это было его четвёртое появление в главной роли у Бунюэля. Главная женская роль Кончиты была отдана Марии Шнайдер, но она во время съёмок употребляла наркотики и в итоге была уволена. Бунюэль и Каррьер заменили Шнайдер двумя актрисами: Кароль Буке и Анхелой Молиной — приём, призванный обыграть сочетание невинности и чувственности, определяющее образ Кончиты. Фильм получил номинации на «Оскар» за лучший фильм на иностранном языке и за лучший адаптированный сценарий, но проиграл в обеих.
После «Этого смутного объекта желания» Бунюэль с Каррьером начали работу над новым сценарием, но затем режиссёр заболел и решил окончательно отойти от дел. В 1982 году вышла книга воспоминаний Бунюэля под названием «Мой последний вздох», написанная в соавторстве с Каррьером. Инициатором выступил Каррьер, который до этого уже написал для Бунюэля статью-воспоминания о его детских годах. Каррьер трижды приезжал в Мексику для сессий интервью, которые потом подвергал литературной обработке и редактировал вместе с режиссёром.
29 июля 1983 года Бунюэль умер в больнице American-British Cowdray Hospital в Мехико от цирроза печени. Прощание проходило в кругу семьи и друзей режиссёра без религиозных обрядов. Тело Бунюэля было кремировано, урна с прахом осталась у вдовы, которая до конца своей жизни отказывалась рассказать о судьбе останков. Достоверно местонахождение праха Бунюэля неизвестно; по некоторым сообщениям, урна была передана младшему сыну режиссёра Рафаэлю или близкому другу Бунюэля священнику Хулиану Пабло Фернандесу.

## Личная жизнь
Сексуальная жизнь Бунюэля разительно отличалась от той свободы, которая сопровождала большинство участников группы сюрреалистов, проповедовавших свободные отношения. Иезуитское воспитание нанесло ему травму и привило отношение к половому акту как к греху, за которым неминуемо должно следовать чувство вины. В его воспоминаниях неоднократно можно встретить рассказ о том, как он отказался от близости с женщиной, когда у него была такая возможность; упоминая один из таких эпизодов, режиссёр назвал себя «парализованным от волнения».
В 1934 году Бунюэль женился на француженке Жанне Рукар, дочери служащего. Ко времени свадьбы они были знакомы восемь лет. В том же году в Париже родился их сын Хуан Луис, впоследствии ставший режиссёром. В 1940 году в Нью-Йорке родился второй сын Рафаэль, ставший скульптором и режиссёром.
После смерти мужа Жанна Рукар издала книгу воспоминаний об их совместной жизни. В ней она характеризует Луиса как в высшей степени деспотичного и параноидально ревнивого собственника, который вынудил её прекратить давать уроки игры на пианино, боясь, что Жанна будет оставаться наедине с посторонними мужчинами. Бунюэль навязывал жене традиционный домашний образ жизни и часто обрывал её, если она пыталась присоединиться к мужскому разговору. Он полностью распоряжался семейным бюджетом, вёл все дела и в одиночку принимал любые решения, касавшиеся дома и семьи. Однажды он согласился отдать дочери друга любимое пианино жены за три бутылки шампанского; девушка попросила пианино после обильных возлияний и как бы в шутку, и тем больше была шокирована Жанна, когда на следующий день Бунюэль в самом деле отдал музыкальный инструмент. Ревнивый и властный муж часто появляется в фильмах Бунюэля, чему самые яркие примеры — «Он» и «Тристана». Гвинн Эдвардс приводит рассказ Бунюэля о некоем офицере из Мехико, чья ревность достигала масштабов паранойи; этот офицер, по словам режиссёра, и был прообразом Франсиско из фильма «Он». С точки зрения биографа, это ярчайший пример характерной для Бунюэля психологической защиты, выражавшейся в переносе своих недостатков на кого-то постороннего. Джон Бакстер приводит другое высказывание режиссёра, признававшего автобиографические черты в главном герое.
В быту режиссёр поддерживал строгость и скромность, которые приличествовали многолетнему критику буржуазии. Он вставал в пять утра и ложился спать в девять, домашняя обстановка была подчёркнуто простой, а вместо кровати Бунюэль часто спал на деревянных досках под грубым одеялом. Он любил алкоголь, но предпочитал пить в простых барах. В старости, после успеха «Дневной красавицы», Бунюэль стал обеспеченным человеком, но на скромности в быту это не отразилось.

## Темы и мотивы

### Сюрреализм
Жан-Клод Каррьер рассказывал, что Бунюэль понимал сюрреализм как способ изменить мир, недостатки которого были высвечены Первой мировой войной, как движение в первую очередь социальное, а не эстетическое. Бунюэль считал предательством идеалов сюрреалистов и причиной распада группы то, что Дали и Бретон более не разделяли его революционных взглядов. Сам режиссёр описывал то, что привлекало его в сюрреалистах, следующим образом: 

На собраниях в «Сирано» больше всего меня увлекало значение морального аспекта в наших дискуссиях. Впервые в жизни я имел дело с выстроенной и прочной моралью, в которой не видел недостатков. Естественно, что эта агрессивная и прозорливая мораль сюрреалистов часто вступала в противоречие с обычной моралью, казавшейся нам отвратительной. Мы огульно отвергали все устоявшиеся ценности. Наша мораль опиралась на другие критерии, она воспевала страсти, мистификации, оскорбления, чёрный юмор. Но в пределах новой области действий, границы которой с каждым днём всё более размывались, наши поступки, рефлексы, убеждения казались нам совершенно оправданными. Не вызывали и тени сомнения. Всё было увязано. Наша мораль становилась более требовательной, опасной, но также и более твёрдой и органичной, более логичной, чем всякая другая мораль.— Л. Бунюэль. «Мой последний вздох»
В одном из интервью он характеризовал мораль, против которой выступает, как мораль, происходящую из несправедливости социальных институтов, таких как родина, семья и церковь.
Сюрреалисты верили, что преобразование общества возможно через влияние искусства на отдельных людей и пробуждение их подсознания. Инна Тертерян пишет об отражении в фильмах Бунюэля одного из приёмов сюрреалистической поэтики — соединения несоединимого, имеющего целью сломать обыденное восприятие реальности зрителем, вызвав у него чувство дискомфорта. Это утверждение она иллюстрирует сценой, где Виридиана хранит тернии и вериги для смирения плоти в модном современном чемоданчике.
Фильмы Бунюэля отличает появление одних и тех же образов, например, насекомых (интерес к ним восходит ещё к студенческому увлечению энтомологией и отражён уже в знаменитых кадрах с муравьями, ползущими сквозь ладонь в «Андалузском псе»), физических увечий, нищих. Р. Дюргнат замечает, что такой образ может в одном фильме быть неуместным и лишённым смысла, а в следующем — вполне соответствующим логике происходящего, но одновременно он уже будет отсылать к контексту, сопровождавшему его предшествующее появление. Какие-то сцены в фильмах режиссёра, по его словам, порождены его личными ассоциациями или детскими воспоминаниями и непонятны без понимания этого. Так, сын Бунюэля однажды объяснил реплики героев «Ангела-истребителя», видевших летящего орла или бурный речной поток во время посещения импровизированной уборной, тем, что в одной горной деревне местные жители размещали туалеты на обрыве высоко над рекой.
Критики часто называли кинематограф Бунюэля жестоким. И. Рубанова в статье «Большой российской энциклопедии» характеризует поэтику «Забытых» и «Назарина» как «жестокий реализм». Дадли Эндрю, размышляя о связи «Земли без хлеба» с творчеством сюрреалистов, пишет: «Если и есть оправдание той жестокости, которую Бунюэль демонстрирует в той вызывающей манере, в какой показаны бедняки Лас-Урдес, истоки следует искать в потребности <…> заставить нас содрогнуться». Андре Базен в статье о «Забытых» также оправдывает жёсткость режиссёрского взгляда необходимостью «принудить» зрителя к любви и восхищению. Высоко ценивший «Назарина» Андрей Тарковский писал о шокирующих зрителя сценах как об отражении «правды жизни» и вместе с тем как об оправданном художественном решении: чередование спокойных медлительных эпизодов с такими сценами помогает постоянно поддерживать на экране необходимое напряжение. Дюргнат приходит к выводу, что сжатая и выразительная подача Бунюэлем самых жестоких сцен и убеждённость Бунюэля в том, что они являются частью обыденного существования, действительно шокируют зрителя, но в первую очередь тем, что зритель обнаруживает в себе силы, чтобы их перенести.

### Социальная критика
Всю свою жизнь Бунюэль придерживался коммунистических взглядов. В одном из поздних высказываний Бунюэль заметил: «Мои идеи не изменились с тех пор, как мне было двадцать лет. В целом я согласен с Энгельсом: художник описывает подлинные социальные отношения для того, чтобы разрушить общепринятые представления об этих отношениях, подорвать буржуазный оптимизм и заставить зрителей поставить под сомнение догмы существующего порядка. Главное содержание моих фильмов в следующем: повторять, снова и снова, если кто-то позабудет или посчитает иначе, что мы не живём в лучшем из возможных миров».
Социальная критика в фильмах Бунюэля является логическим продолжением идей дадаизма, возникшего как реакция на Первую мировую войну, по мнению многих, подведшую черту под современным мироустройством и обнажившую его несправедливость. Дадаизм повлиял на сюрреализм, Бретон и Арагон были знакомы с его идеологом Тристаном Тцарой. Бунюэль сам происходил из богатой семьи и описывал типичный день своего отца состоящим из приёмов пищи, отдыха, курения сигар и игры в карты в клубе; как только он покинул дом для поступления в университет в Мадриде, он, хотя и получал какое-то время деньги от матери, старался дистанцироваться от образа жизни своей семьи. Хотя сам режиссёр датировал начало увлечений политикой 1927—1928 годами, уже после переезда в Париж, вероятно, его левые взгляды начали формироваться ещё раньше. Так или иначе, его первые фильмы, «Андалузский пёс» и «Золотой век», уже представляли собой чёткое социальное высказывание, призыв к изменению социального порядка. Разрыв с группой сюрреалистов в 1932 году режиссёр прямо объяснял тем, что они стали слишком буржуазными и приобрели снобизм и симпатию к аристократии.
Одной из тем, проходящих красной нитью через фильмы Бунюэля, была критика буржуазного образа жизни, который у него приобретает характер ритуала — ежедневного повторения бессмысленных действий. По замечанию Эдвардса, богатые буржуазные дома в фильмах режиссёра остаются одинаковыми в Италии, Франции и Южной Америке, а его герои из фильмов 1930-х не сильно отличаются от героев 1960-х и 1970-х. Герои Бунюэля часто раскрываются через их быт: дома, интерьеры, мебель, посуду, одежду. Роскошные особняки стали главным или единственным местом действия, например, «Золотого века», «Ангела-истребителя», «Дневника горничной» и «Скромного обаяния буржуазии». Главные свойства буржуа, по Бунюэлю, — это аморальность, материализм и отсутствие чувства вины. Во многих фильмах — это и «Золотой век», и «Дневник горничной», и «Дневная красавица», и «Тристана» — отличительная черта буржуа — его аморальное сексуальное поведение, вступающее в противоречие с лицемерно добропорядочным публичным образом жизни, которого он придерживается. В некоторых картинах Бунюэль выставляет своих героев из высших слоёв фетишистами, испытывающими влечение к женским ногам или предметам одежды («Он», «Дневник горничной», «Виридиана»). В то же время буржуазия очень живуча и далека от того, чтобы отойти в прошлое, чему свидетельством концовка «Ангела-истребителя» и упорство, проявляемое героями «Скромного обаяния буржуазии»: в фильмах Бунюэля нет исторического оптимизма и веры в то, что высмеиваемая им буржуазия когда-нибудь исчезнет, он лишь критикует сложившийся порядок вещей.

### Критика религии и антиклерикализм
Бунюэль был воспитан в традиционной семье и в юности посещал колледж иезуитов. Он радикально разочаровался в религии в шестнадцатилетнем возрасте и закрепил её неприятие за годы, проведённые в Студенческой резиденции и в группе сюрреалистов. В дальнейшем он регулярно декларировал атеистические взгляды и стал видным публичным критиком церкви и религии. Широко известна ироническая цитата режиссёра: «Слава Богу, я всё ещё атеист», одновременно демонстрирующая его интерес к религии и её неприятие. Парадоксальную характеристику Бунюэлю дал Орсон Уэллс: «Он глубоко верующий христианин, ненавидящий Бога, как это может делать только христианин, и, конечно, он — настоящий испанец. Я считаю его самым верующим режиссёром в истории кино» . Биограф режиссёра Джон Бакстер считает, что в его лице церковь потеряла истового верующего, аскетичная жизнь в быту которого во многих отношениях вполне соответствовала стандартам жизни монаха.

В сцене пира нищих в «Виридиане» пародируется «Тайная вечеря»

Критика и высмеивание католической церкви и христианства в фильмах Бунюэля принимают самые разнообразные формы. По мнению Эдвардса, вопросы религии так часто поднимались режиссёром, потому что они влияют на предмет его подлинного интереса — поведение людей: Бунюэль считал, что человек фундаментально несовершенен, и одной из причин его неприятия христианства было христианское учение о том, что каждый человек может достичь лучшего, опираясь исключительно на свободу воли. Так, союз церкви и буржуазии зло изображён в «Золотом веке» и «Ангеле-истребителе». В «Золотом веке» и «Виридиане» Бунюэль грубо пародировал традиционную иконографию Христа. В знаменитой сцене оргии нищих в «Виридиане» нищие рассаживаются за столом точно в тех же позах, что и герои «Тайной вечери» Леонардо да Винчи, а место Христа занимает похотливый слепец дон Амалио.
Один из важных мотивов Бунюэля — разоблачение религии через демонстрацию того, как следование религиозным установкам приводит к краху даже положительного, движимого идеалами добра героя. Это главная сюжетная линия двух важных фильмов режиссёра — «Виридианы» и «Назарина». Заглавные герои обоих фильмов, по сути, повторяют путь Дон Кихота, фанатично придерживаясь своих убеждений, безуспешно пытаясь навязать их другим и терпя неудачу за неудачей. В «Виридиане» Бунюэль высмеивает две попытки следовать христианскому учению: сначала Виридиана пытается уйти в монастырь и отказаться от мира, что заканчивается самоубийством Хайме, затем — начать служить миру, но и это приводит к нападению нищих. Здесь антирелигиозный мотив Бунюэля сталкивается с социальным: режиссёр не верит в буржуазную филантропию и гуманизм сверху. Мотивы «Виридианы» и «Назарина» отчасти продолжены в «Симеоне-пустыннике». Истовое стремление подвижника преодолеть все искушения дьявола, замкнувшись в аскезе, воспринимается как бессмысленная трата сил как его самого, так и окружающих. По мысли режиссёра, Симеону следовало принять человечество во всём его несовершенстве.

## Режиссёрский метод
Бунюэль был известен тщательным и продуманным подходом к съёмкам; по его собственным словам, ещё до прибытия на съёмочную площадку он точно знал, как будет снята каждая сцена и каким будет окончательный монтаж. Ему редко требовалось больше двух-трёх дублей. Жанна Моро назвала Бунюэля единственным режиссёром, у которого не пропадал ни один кадр. Построение сцен в фильмах Бунюэля очень простое и традиционное: он обычно снимал длинными планами (быстрый монтаж Бунюэль использовал редко, в основном для кульминаций), групповые сцены снимались в три четверти (по колено), для подчёркивания важности предмета или акцентирования внимания на испытываемых персонажем эмоциях мог использоваться крупный план. Катрин Денёв и Мишель Пикколи, вспоминая о работе с Бунюэлем, отмечали, что он не предлагал им психологических объяснений поведения их персонажей и не требовал психологизма в игре. Сергей Филиппов приходит к выводу о том, что при несомненной авторской оригинальности фильмов Бунюэля «ни по мизансценированию, ни по композиции кадра, ни по крупности, ни по движению камеры, ни по использованию цвета, ни по напряжению актёрской игры и т. п. его картину не отличишь от среднестатистического фильма среднестатистического режиссёра».
Реймонд Дюргнат рассматривает скупость стиля Бунюэля, совмещённую с необычными обстоятельствами, в которые попадают его герои, как своеобразный брехтовский эффект очуждения, вынуждающий зрителя особенно пристально наблюдать за героями и выносить моральные суждения. Особым приёмом поздних фильмов Бунюэля С. Филиппов считает своеобразные гэги, построенные на несовпадении различных «кодов»: например, нарушение логики повествования может сочетаться с непрерывностью зрительного ряда, а точная хронологическая последовательность событий — с отсутствием сюжета; в «Млечном пути» оказывается возможным свободное перемещение персонажей между разными историческими эпохами, а в «Дневной красавице» и «Скромном обаянии буржуазии» — между реальностью и сном. Для того, чтобы эти приёмы производили на зрителя желаемое впечатление, по мнению киноведа, и необходима предельно простая форма.
Бунюэль был одним из новаторов звукового кино и всегда уделял внимание звуковому оформлению фильмов. В «Золотом веке», одном из первых французских звуковых фильмов, музыка использована контрапунктом к повествованию, что созвучно манифесту советских кинематографистов 1928 года, в том числе Эйзенштейна (неясно, был ли знаком с этим манифестом Бунюэль). Этот приём повторяется у Бунюэля неоднократно: оргия нищих в «Виридиане» сопровождается хором «Аллилуйя» Генделя, а кадры нищеты в «Земле без хлеба» озвучены симфонией № 4 Брамса. В то же время в «Дневнике горничной» и «Дневной красавице» Бунюэль вовсе не использовал музыку — за исключением звуковых эффектов, необходимых по сюжету (в частности, неизменного колокольчика, предвещавшего появление экипажа в «Дневной красавице»). В «Тристане», по словам Салли Фолкнер, режиссёр создаёт искусственную глухоту зрителя в сценах с участием глухого персонажа, например, совмещая изображение стоячего бассейна и звук льющейся воды. Большую часть периода между 1930 и 1945 годами Бунюэль занимался озвучкой и дублированием; за это время он освоил мастерство работы со звуком в кино. Марша Киндер замечает, что в Мексике, куда Бунюэль прибыл из США, ему пришлось иметь дело с менее качественным оборудованием, и это дало ему дополнительный толчок к экспериментам в этой области.

## Влияние и оценки

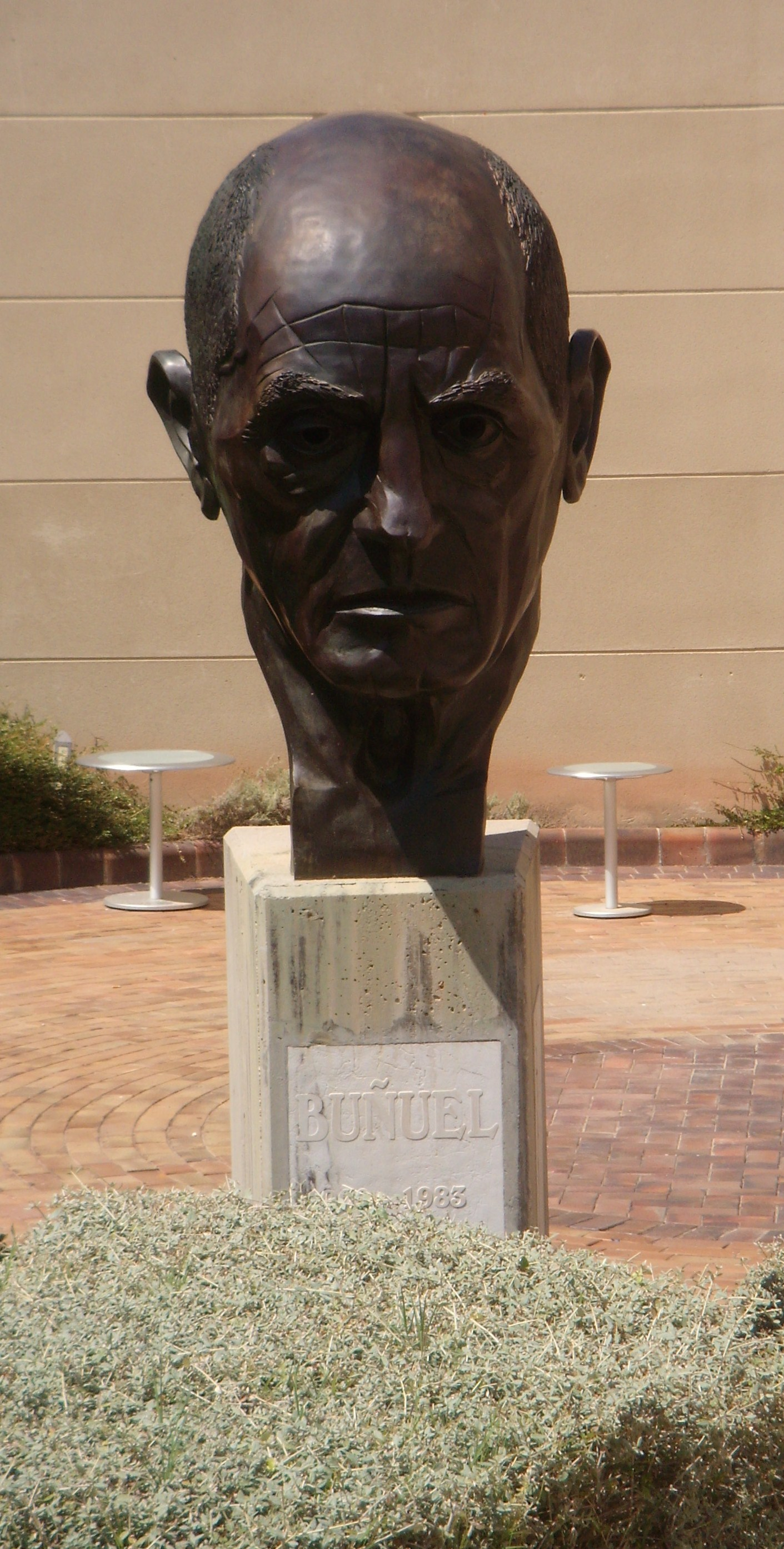
Бюст Луиса Бунюэля в Центре Луиса Бунюэля в Каланде

Биографы Бунюэля отмечают прочную связь режиссёра с испанской культурой и то, что одним из постоянных источников его вдохновения была классическая испанская литература. Бунюэль высоко ценил плутовской роман, в первую очередь «Ласарильо с Тормеса» и «Жизнь великого скупердяя», за сочетание реалистичного отражения тёмных сторон жизни и едкой сатиры. Привкус пикарески можно различить в «Забытых» и «Назарине». Образ Дон Кихота повлиял на «Назарина» и «Виридиану». Бунюэль также был поклонником романиста Рамона Валье-Инклана, но от предложений экранизировать его отказывался, считая, что ювелирный язык Валье-Инклана не может быть достойно перенесён на экран. Особенно режиссёр любил Бенито Переса Гальдоса, которого он трижды экранизировал. Инна Тертерян, отмечая видимую несхожесть реалиста Переса Гальдоса и сюрреалиста Бунюэля, находит у них важную общую черту: оба умели давать характеристику всему обществу через частную историю отдельного человека. Среди других выдающихся испанцев, оказавших влияние на Бунюэля, называют художников Гойю и Сурбарана.
По словам Марши Киндер, место Бунюэля в истории кинематографа уникально, потому что он, возможно, единственный человек, с которым отождествляли (хотя и ошибочно) одновременно крупное направление в истории кино (сюрреализм) и две национальные школы — испанскую и мексиканскую. При этом и для испанского, и для мексиканского кинематографа фигура Бунюэля оказывается неоднозначной, что обусловлено его судьбой эмигранта. Так, Питер Бизас замечает, что большинство испанских режиссёров, признавая неоспоримое величие Бунюэля, считают его, почти всю жизнь проведшего за рубежом, не испанцем, но иностранцем или человеком мира, как Пикассо. Карлос Мора пишет, что хотя иностранцы, говоря о мексиканском кинематографе, первым делом вспоминают Бунюэля, его влияние на киноиндустрию Мексики оказалось минимальным. Его учеником можно назвать только многолетнего соавтора сценариев Луиса Алькорису, и никто из режиссёров не стремился следовать его киноязыку. При этом большинство мексиканских фильмов остаются неизвестными за рубежом, и поэтому, по словам Моры, для англоязычного мира всё мексиканское кино сводится к Бунюэлю.
Общепризнана фундаментальная роль Бунюэля в привнесении сюрреализма в кинематограф; консенсус критиков состоит в том, что наиболее полное отражение сюрреализм в кино нашёл именно в фильмографии испанского режиссёра. Джей Хоберман называет Бунюэля и Дали, режиссёров «Андалузского пса», первопроходцами жестокости и трансгрессии в кинематографе. По мнению Зигфрида Кракауэра Бунюэль — «один из величайших мастеров и новаторов кино». Эд Грант (Time) пишет, что без Бунюэля не было бы «Головы-ластика» Дэвида Линча, «Бразилии» Терри Гиллиама и мелодрам Педро Альмодовара. Бунюэль был одним из тех режиссёров, на фильмах которых постигал азы кино Уэс Крэйвен, и позже в революционном хорроре «Кошмар на улице Вязов» Крэйвен привнёс в жанр бунюэлевское блуждание между сном и явью.
За творчество в совокупности Бунюэлю присуждались почётные награды Венецианского кинофестиваля (1969 и 1982), кинофестиваля в Сан-Себастьяне (1977) и Московского кинофестиваля (1979).
В 2018 году производное прилагательное от фамилии режиссёра Bunuelian было включено в Оксфордский словарь английского языка.

## Фильмография

### Режиссёр
| Год  | Фильм                          | Страна                 | Язык        | Награды | Примечание                                                                      |
| ---- | ------------------------------ | ---------------------- | ----------- | --- | ------------------------------------------------------------------------------- |
| 1929 | Андалузский пёс                | Франция                | Французский | | Также продюсер, автор сценария, монтажёр, актёр                                 |
| 1930 | Золотой век                    | Франция                | Французский | | Также продюсер, автор сценария, монтажёр                                        |
| 1933 | Земля без хлеба                | Испания                | Французский | | Также продюсер, автор сценария, монтажёр                                        |
| 1935 | Дон Кинтин, горемыка           | Испания                | Испанский   | | Не указан в титрах; также продюсер                                              |
| 1935 | Дочь Хуана Симона              | Испания                | Испанский   | | Не указан в титрах; также продюсер                                              |
| 1936 | Кто меня любит?                | Испания                | Испанский   | | Не указан в титрах; также продюсер                                              |
| 1937 | Часовой, тревога!              | Испания                | Испанский   | | Не указан в титрах; также продюсер                                              |
| 1947 | Большое казино                 | Мексика                | Испанский   | |                                                                                 |
| 1949 | Большой кутила                 | Мексика                | Испанский   | |                                                                                 |
| 1950 | Забытые                        | Мексика                | Испанский   | - Приз за лучшую режиссуру Каннского кинофестиваля - Золотая премия «Ариэль» - «Ариэль» лучшему режиссёру - «Ариэль» за лучший сценарий - «Ариэль» за лучший оригинальный сценарий | Также автор сценария                                                            |
| 1951 | Сусана                         | Мексика                | Испанский   | | Также автор сценария                                                            |
| 1951 | Дочь обмана                    | Мексика                | Испанский   | |                                                                                 |
| 1952 | Женщина без любви              | Мексика                | Испанский   | |                                                                                 |
| 1952 | Лестница на небо               | Мексика                | Испанский   | | Также автор сценария                                                            |
| 1953 | Он                             | Мексика                | Испанский   | | Также автор сценария                                                            |
| 1953 | Зверь                          | Мексика                | Испанский   | | Также автор сценария                                                            |
| 1954 | Иллюзия разъезжает в трамвае   | Мексика                | Испанский   | |                                                                                 |
| 1954 | Робинзон Крузо                 | Мексика                | Английский  | Золотая премия «Ариэль» | Также автор сценария                                                            |
| 1954 | Грозовой перевал               | Мексика                | Испанский   | | Также автор сценария                                                            |
| 1955 | Попытка преступления           | Мексика                | Испанский   | | Также автор сценария                                                            |
| 1955 | Река и смерть                  | Мексика                | Испанский   | | Также автор сценария                                                            |
| 1956 | Это называется зарёй           | Италия/Франция         | Французский | | Также автор сценария                                                            |
| 1956 | Смерть в этом саду             | Франция/Мексика        | Французский | | Также автор сценария                                                            |
| 1958 | Назарин                        | Мексика                | Испанский   | - Международный приз Каннского кинофестиваля - Премия «Бодиль» за лучший неевропейский фильм | Также автор сценария                                                            |
| 1959 | Атмосфера накаляется в Эль-Пао | Франция/Мексика        | Французский | | Также автор сценария                                                            |
| 1960 | Девушка                        | Мексика/США            | Английский  | Особое упоминание Каннского кинофестиваля | Также автор сценария                                                            |
| 1961 | Виридиана                      | Испания                | Испанский   | Золотая пальмовая ветвь | Также автор сценария                                                            |
| 1962 | Ангел-истребитель              | Мексика                | Испанский   | Премия «Бодиль» за лучший неевропейский фильм | Также автор сценария                                                            |
| 1964 | Дневник горничной              | Франция                | Французский | | Также автор сценария                                                            |
| 1965 | Симеон-пустынник               | Мексика                | Испанский   | - Специальный приз жюри Венецианского кинофестиваля - Приз ФИПРЕССИ Венецианского кинофестиваля | Также автор сценария                                                            |
| 1967 | Дневная красавица              | Франция                | Французский | - Золотой лев - Кубок Пазинетти Венецианского кинофестиваля - Премия «Бодиль» за лучший европейский фильм | Также автор сценария, актёр в эпизоде                                           |
| 1969 | Млечный путь                   | Франция/Италия         | Французский | - Премия Interfilm Берлинского кинофестиваля - Премия «Бодиль» за лучший европейский фильм | Также автор сценария                                                            |
| 1970 | Тристана                       | Испания                | Испанский   | - Премия лучшему режиссёру общества кинокритиков (Испания) - Премия за лучший фильм общества кинокритиков (Испания) | Также автор сценария                                                            |
| 1972 | Скромное обаяние буржуазии     | Франция/Италия/Испания | Французский | - «Оскар» за лучший фильм на иностранном языке - Премия BAFTA за лучший сценарий - Премия Французского синдиката кинокритиков - Премия за лучший фильм Национального общества кинокритиков США - Премия лучшему режиссёру Национального общества кинокритиков США                                                                                               | Также автор сценария                                                            |
| 1974 | Призрак свободы                | Франция                | Французский | Премия лучшему иностранному режиссёру Итальянского синдиката кинокритиков | Также автор сценария и исполнил роль священника, расстрелянного в начале фильма |
| 1977 | Этот смутный объект желания    | Франция                | Французский | - Премия лучшему режиссёру общества кинокритиков (Испания) - Премия за лучший иностранный фильм Лос-Анджелесского общества кинокритиков - Премия Национального совета кинокритиков США за лучший фильм на иностранном языке - Премия Национального совета кинокритиков США лучшему режиссёру - Премия лучшему режиссёру Национального общества кинокритиков США | Также автор сценария                                                            |

### Прочие работы
| Год  | Фильм                    | Страна         | Роль Бунюэля                                       |
| ---- | ------------------------ | -------------- | -------------------------------------------------- |
| 1926 | Мопра                    | Франция        | Ассистент режиссёра, актёр (роли солдата и монаха) |
| 1926 | Кармен                   | Франция        | Актёр (роль контрабандиста)                        |
| 1927 | Сирена тропиков          | Франция        | Ассистент режиссёра                                |
| 1928 | Падение дома Ашеров      | Франция        | Ассистент режиссёра                                |
| 1936 | Испания 1936 (д/ф)       | Испания        | Автор сценария                                     |
| 1964 | Плач по бандиту          | Испания        | Актёр (роль палача)                                |
| 1965 | В этом посёлке нет воров | Испания        | Актёр (роль священника)                            |
| 1971 | Джонни взял ружьё        | США            | Автор сценария                                     |
| 1972 | Монах                    | Франция/Италия | Автор сценария                                     |

## Сочинения
- L. Bunuel. Mon dernier soupir. — R. Laffont, 1982. — 316 p. — (Collection "Vecu"). — ISBN 2221009207.

Издания на русском:
- Бунюэль о Бунюэле. — М.: Радуга, 1989. — 384 с. — ISBN 5-05-002421-8.;
- Л. Бунюэль. Смутный объект желания. — М.: АСТ; Зебра Е, 2009. — 432 с. — ISBN 978-5-94663-742-8..

## Образ в кинематографе
- 2001 — «Бунюэль и стол царя Соломона» (реж. Карлос Саура), в роли Бунюэля — Эль Гран Вайоминг
- 2011 — «Полночь в Париже» (реж. Вуди Аллен), в роли Бунюэля — Адриан де Ван
- 2015 — По следам «Назарина»: Эхо земли на другой земле / Tras Nazarín. El eco de una tierra en otra tierra (реж. Хавьер Эспада / Javier Espada) — документальный
- 2018 — «Бунюэль в лабиринте черепах» (исп. Buñuel en el laberinto de las tortugas), испанский полнометражный анимационный биографический фильм, посвящённый работе Бунюэля над фильмом о Лас-Урдес